# Jacques Zenner
Emil Fernand Jacques (Jacques) Zenner (Diekirch, 17 december 1908 – Ettelbruck, 29 december 1975) was een Luxemburgs ondernemer en kunstschilder.

## Leven en werk
Jacques Zenner was een zoon van koopman Emil Zenner en Catherine Gerard. Zenner opende een winkel in drank en rookwaren in Diekirch. Hij zette zich in voor de ontwikkeling van cultuur en toerisme in de stad en was onder meer voorzitter van het Syndicat d'initiative, lid van de lid van SACOL (Syndicat des aubergistes, cafetiers et hôteliers organisés du Grand-Duché de Luxembourg) en lid van het Comité de Gérance bij het Office National du Tourisme. Voor zijn werkzaamheden op het gebied van toerisme werd hij in 1974 onderscheiden in de Orde van Verdienste van het Groothertogdom Luxemburg en de Orde van de Eikenkroon.
Als schilder was Zenner autodidact, hij schilderde vooral bloemstukken. Hij was medeoprichter van een Photo-Ciné Club en oprichter en eerste voorzitter van de schildersvereniging La Palette in Diekirch. In 1959 begon Zenner met het organiseren van jaarlijkse salons in het kuuroord in Mondorf. Hij organiseerde zeven salons tot 1966, waarna Lé Tanson het stokje van hem overnam. Hun activiteiten leidden tot de oprichting van de kunstenaarsvereniging Art Contemporain du Grand-Duché de Luxembourg in 1993.
Jacques Zenner overleed op 67-jarige leeftijd, in de St.Louis-kliniek in Ettelbruck.
- Musée national d'archéologie, d'histoire et d'art: lkl000138